# Euclides Marcolla
Euclides Marcolla (São Borja, 26 de maio de 1914 - Curitiba, 22 de dezembro de 2010) foi um médico e político brasileiro filiado ao Partido Trabalhista Brasileiro (PTB).

## Vida pessoal e formação acadêmica
Euclides Marcolla nasceu em São Borja, no Rio Grande do Sul. Era filho de Atilho Marcolla e Otília Fetzner. Em 1942 graduou-se em medicina pela Faculdade Federal de Porto Alegre. Em 1949, casou-se com Zilda Barbachan e juntos tiveram três filhos.

## Carreira profissional
Em 1943 Marcolla foi para Monte Alegre (Telêmaco Borba), no Paraná, atuar como médico. Assumiu a chefia do Serviço Médico das Industrias Klabin.
Na década de 1940 foi um dos médicos responsáveis por combater a malária na fazenda Monte Alegre. Em 1945 foi instalado um hospital de campanha na localidade de Harmonia, onde 800 pacientes foram internados com a doença. A equipe médica enfrentou diversos obstáculos e limitações para tratar os doentes, principalmente pela falta de medicamentos. Marcolla e os demais profissionais da saúde distribuíam para a população cápsulas de quinino para amenizar a situação, era até então um dos primeiros medicamento correntemente usado para tratar malária.
Em 1949 um surto de paralisia infantil (poliomielite) foi registrado na fazenda Monte Alegre. Marcolla registrou os casos e informou as autoridades, bem como alertou Samuel Klabin, dirigente da fábrica de papel. Samuel Klabin solicitou a vinda de 4500 doses da vacina Sabin diretamente dos Estados Unidos. A equipe médica organizou uma campanha e vacinou muitas crianças. A localidade de Monte Alegre foi uma das primeiras do Brasil a receber esse tipo de vacina. Marcolla também chefiou algumas operações para combater outras epidemias como febre amarela e tifo.

## Carreira política
A partir da década de 1950 Marcolla passou a se dedicar a política, filiando-se ao Partido Trabalhista Brasileiro (PTB). Foi presidente do partido, em Tibagi, no ano de 1954.
Na década de 1960 prestigiou e foi participante da emancipação política do município de Telêmaco Borba. Nas eleições de 1968, candidatou-se a prefeito pela Aliança Renovadora Nacional (ARENA), tendo como vice o médico Idezides Rodrigues Rezende, o Dr. Rezende. Foi eleito prefeito e assumiu a gestão no período de 1969 até 1972. Foi o segundo prefeito do município recém emancipado na região dos Campos Gerais do Paraná.
Foi homenageado diversas vezes, tendo também o seu nome em uma escola municipal no bairro Jardim Bandeirante, a Escola Municipal Dr. Euclides Marcolla.
Em 1993 ganhou o diploma de mérito ético-profissional, em homenagem do Conselho Regional de Medicina do Paraná (CRM-PR), pelo cinquentenário de exercício profissional.

## Últimos anos e morte
Marcolla, que era viúvo desde então, mudou-se para Curitiba nos últimos cinco anos de sua vida. Residiu com seu filho, Renato Barbachan Marcolla, sua nora e os quatro netos. No dia 22 de dezembro de 2010 morreu aos 96 anos, vítima de insuficiência cardiorrespiratória. Foi sepultado no cemitério Parque Municipal Jardim da Saudade em Telêmaco Borba.